# Publicitat de l'alcohol
La publicitat de l'alcohol és la promoció de les begudes alcohòliques per part dels seus productors a través dels mitjans de comunicació. Junt amb la publicitat del tabac és una de les activitats publicitàries més regulades. En alguns països està completament prohibida.
S'ha demostrat científicament la gran correlació que hi ha entre la publicitat i el consum d'alcohol. La publicitat de l'alcohol és un poderós inductor perquè es consumeixi. La publicitat de l'alcohol és alta en mitjans escrits i és dirigida de forma prominent a joves. En contrast són escasses les campanyes dissuasives antidroga.
La indústria de l'alcohol gasta dos mil milions de dòlars cada any en publicitat (Strasburger, 1999). A Espanya l'any 2001 es gastaren 420 milions d'euros en la publicitat de l'alcohol i aquests productes són el 6% de tota la publicitat. En canvi, només es gastaren 22 milions en campanyes antidroga.

## Destinataris
Els destinataris de les campanyes publicitàries de begudes alcohòliques han anat canviant al llarg del temps. Algunes begudes com la cervesa i el whisky es dirigeixen al consumidor masculí mentre altres com els schnapps de fruites i les cremes de licor s'orienten al consumidor femení. Alguns tipus de begudes estan especialment pensades per iniciar al consum de les persones que normalment no beuen begudes alcohòliques.

## Publicitat a tot el món
La Unió Europea i l'Organització mundial de la salut (OMS) han especificat que la publicitat i promoció de l'alcohol necessita ser controlada. El setembre de 2005, l'euroregió de l'OMS va adoptar una política marc per aquesta activitat. Té cinc principis ètics que inclouen "Tots els nens i adolescents tenen el dret de créixer en un medi ambient protegit de les conseqüències negatives de l'alcohol i en la mesura del possible de la promoció de begudes alcohòliques"  Arxivat 2010-05-03 a Wayback Machine. La televisió transfronterera dins la UE està regulada per una directiva de 1989. A l'article 15 d'aquesta directiva estableix restriccions a la publicitat:
- "No apareixeran menors en la publicitat;
- no es relacionarà consum d'alcohol i activitat física millorada ni la conducció;
- no es crearà la impressió d'èxit social o sexual;
- no es dirà que l'alcohol té propietats terapèutiques o estimulants o sedants o que resol problemes personals;
- no encoratjarà el consum immoderat o presentar l'abstinència o la moderació de manera negativa;
- no farà èmfasi en l'alt grau alcohòlic com una cosa positiva."

## Estats Units
Als Estats Units hi ha uns organismes d'autoregulació que creen els estàndards ètics de la publicitat de l'alcohol.

## Suècia
Segons la llei sueca estan prohibits de manera general els anuncis d'alcohol, però estan permesos en begudes de baixa graduació (cerveses lleugeres). Per la directiva de la UE de 2005 poden aparèixer anuncis d'alcohol a la premsa escrita.